# Megaupload
Megaupload foi um serviço multilíngue de download e upload de arquivos. Pertenceu à Megaupload Limited, empresa com sede em Hong Kong.

## História
Em 2009 o Megaupload foi totalmente remodelado, permitindo aos associados com regist(r)o gratuito (membros free) baixarem 20GB em arquivos por dia a uma velocidade de 20Mb/s, além de 200GB de espaço para armazenagem pessoal.
Até 19 de janeiro de 2012, era oferecido em 18 idiomas: alemão, árabe, chinês (tradicional e simplificado), coreano, dinamarquês, espanhol, finlandês, francês, holandês, inglês, italiano, japonês, polonês, português, russo, sueco, turco e vietnamita.
O site saiu do ar no dia 19 de janeiro de 2012 após o FBI encerrá-lo por violação de direitos de autor, extorsão e lavagem de dinheiro. Especulou-se que ele foi fechado por estar prestes a lançar um novo modelo de negócios que passaria a concorrer com as gravadoras.
No dia 05 de Julho de 2012 o fundador do Megaupload, Kim Dotcom postou em seu perfil no Twitter que o famoso site compartilhamento de arquivos pode voltar a funcionar em breve, após consecutivos acordos antipirataria terem sido rejeitados ao redor do mundo.
Em primeiro de novembro de 2012, Kim Dotcom divulgou a intenção de lançar um sucessor do Megaupload, a nova plataforma recebeu um título de Mega, e foi lançada em 19 de janeiro de 2013, exatamente um ano depois do fechamento do Megaupload.
Em 2013, sem alardes da parte de Kim Dotcom foi lançado o domínio megaupload.is (agora com redirecionamento para anonfiles.com).

### Vídeo "The Mega Song"
Em 9 de dezembro de 2011, o Megaupload publicou um vídeo musical com o título "The Mega Song" com vários artistas, como Kanye West, Snoop Dogg, Alicia Keys e will.i.am, apoiando a empresa. O vídeo também foi enviado ao Youtube, mas foi removido mediante solicitações da UMG.
O afirmou que o vídeo não possuía nenhum conteúdo infrator, tendo assinado acordos de utilização com cada artista que apareceu no mesmo. E entrou com uma ação contra a UMG na Corte Distrital dos Estados Unidos, Distrito Nordeste da Califórnia, em 12 de Dezembro de 2011. A UMG negou que a solicitação de retirada foi baseada nos termos da Lei dos Direitos Autorais do Milênio Digital (DMCA), e afirmou que a mesma foi "em cumprimento ao acordo entre a UMG e o Youtube, "que dá o direito de bloquear ou remover vídeos postados por usuários através do Serviço de Gerenciamento de Conteúdos (CMS) do Youtube, baseado em um número de critérios contratualmente especificados." O vídeo foi posteriormente retornado ao YouTube, com os motivos para a retirada solicitada pela UMG ainda incertos. Os advogados de will.i.am inicialmente argumentaram que ele nunca teria concordado com o projeto, mas em 12 de Dezembro ele negou qualquer envolvimento com a notificação de retirada.

### Encerramento

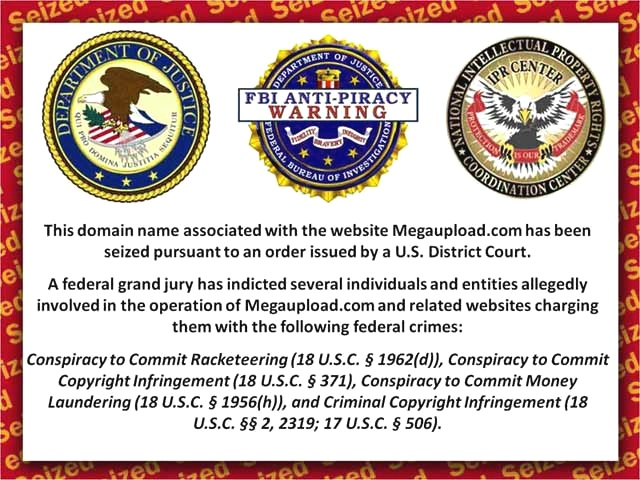
O nome de domínio confiscado foi redirecionado para esta foto da notificação conjunta do FBI, DoJ e NIPRCC sobre acusações de crimes dos EUA.

O Megaupload foi acusado pelos crimes de pirataria e de lavagem de dinheiro e foi fechado pelo FBI em 19 de janeiro de 2012. O fundador e 7 funcionários do site foram presos e indiciados por violações de leis relacionadas à pirataria. Até o momento não existe uma decisão oficial sobre o futuro do site, que atualmente está nas mãos da justiça norte-americana.
Como represália ao encerramento do site, no dia 19 de janeiro de 2012, os hackers do Anonymous retiraram temporariamente do ar os sites do FBI, Universal Music, Motion Picture Association of America, associação de chefes de Polícia do estado de Utah e do site de registro de copyrights. Acredita-se ser o maior ataque realizado pelo grupo.

### Relançamento
Kim Dotcom confirmou através de sua conta no Twitter, que o novo Megaupload está 90% pronto e com lançamento previsto para 19 de janeiro de 2013 O novo projeto se chama "Mega" (estilizado como MEGA) e será o sucessor do extinto Megaupload. Dotcom tentou registar o domínio do novo site no Gabão, assim a URL do site seria "me.ga", mas o governo do país, que oferece nomes de domínios de forma gratuita, encerrou o domínio alegando que não hospedaria conteúdo ilegal no seu país. Por meio de seu Twitter Dotcom anunciou que o site será hospedado na Nova Zelândia sob o domínio mega.co.nz.
Segundo Kim o serviço Mega não é mais seguro, uma vez que foi vendido para um investidor chinês e agora está sob controle do governo da Nova Zelândia, por esta ter confiscado as ações do maior acionista. Portanto o serviço agora está passível de ações governamentais.
Por força de contrato ele não pode criar um serviço similar por um período não conhecido de tempo, e após este tempo se criar a solução deverá ser aberta e não ter fins lucrativos, e aparentemente esta é sua intenção. Segundo suas próprias palavras: “Quero dar a todos armazenamento em nuvem grátis e ilimitado com a ajuda de doações da comunidade para manter as coisas funcionando”.

## Serviços
Os serviços de companhia incluíam serviço de hospedagem de arquivos conhecido como Megaupload, serviço de hospedagem de imagem e hospedagem de vídeos conhecidos como Megavideo, Megalive, Megapix e Megabox como CUM.com anteriormente (Megaporn, Megarotic, e Sexuploader) especializada em hospedagem de conteúdos pornográficos (Megaupload-se também permite que tais conteúdos). Outros serviços incluindo Megaclick, Megafund, Megakey e Megapay, todos de que foram publicidade e serviços financeiros. Dois outros serviços web, Megabackup e Megamovie, estavam em desenvolvimento antes de seu fechamento.

### Megaupload
O MegaUpload, o serviço de compartilhamento de arquivos da empresa, permitia a todos os usuários fazerem upload de arquivos para o serviço. Depois de um upload de arquivo com êxito, o usuário recebia uma URL exclusiva que permitia que outras pessoas fizessem o download do arquivo.
Qualquer arquivo enviado anonimamente se não houvesse nenhum download pelo menos 21 dias expiraria.
Usuários não registrados e registrados tinham que esperar alguns segundos na fila de download e uma certa quantidade de tempo entre as transferências depois de um certo número de megabytes tinha sido baixado.
Pagamento de membros de prêmio também tinha o benefício de link direto: Eles foram capazes de compartilhar uma conexão direta a um arquivo que eles possuíam na MegaTransferência de Dados para que alguém pudesse carregar do arquivo com um clique único naquela conexão.
As conexões dadas aos usuários gratuitos contudo, não eram diretas: Eles eram levados para o site MegaUpload, onde eles tinham de esperar a sua volta e possivelmente responder a um CAPTCHA.

#### Tipos de contas
O serviço possuia 2 tipos de contas para descarga de arquivos armazenados.
- Grátis: o usuário poderia fazer apenas um download simultaneamente e a velocidade de download era baixa. Este tipo de quitação não era muito aconselhável para pessoas que estão em necessidade de baixar arquivos grandes. Mesmo assim, com o passar dos anos, serviço gratuito de Megaupload estava progredido, permitindo a transferência, ainda não ter todas as vantagens de um usuário Premium, a uma velocidade superior invejável. Era possível também usar Gerenciadores de download como JDownloader ou Mipony para tirar o máximo de uma conta gratuita, uma vez que é responsável para automatizar todas as etapas necessárias.

- Premium: o usuário Premium pode executar vários downloads ao mesmo tempo, e estas são realizadas em alta velocidade. Ao contrário o usuário livre este usuário teria que pagar uma assinatura para Megaupload (ou upload e compartilhar arquivos acima para obter a quantidade necessária de pontos).

### MegaVideo
MegaVideo foi um associado desde 10 de agosto de 2007. De acordo com a Alexa Internet, é um dos 100 sites mais visitados no mundo. Este site foi criado com a intenção de substituir o YouTube como líder em armazenamento e reprodução de vídeo na web, embora tenha sido muito criticado por só permitir até 72 minutos de vídeo e depois um tempo de espera de até 30 minutos, exceto para clientes premium.

### MegaPix
Lançado no final de 2010, MegaPix permitido para o upload de imagens, competindo com outros serviços de hospedagem de imagens, como Photobucket, ImageShack, TinyPic, dentre outros.

### MegaLive
MegaLive foi um serviço de streaming de vídeo ao vivo; ele competiu com Ustream, Justin.tv e Livestream.

### MegaBox
MegaBox foi um serviço de hospedagem de músicas/áudios para o upload de listas e bibliotecas de música inteira.

### MegaPorn
MegaPorn foi um serviço de streaming de vídeos adultos (pornográficos).